# Sonja Percan
Sonja Percan est une joueuse de volley-ball croate née le 8 mai 1981 à Pula. Elle mesure 1,74 m et joue au poste de réceptionneuse-attaquante. 

## Clubs
| Club                     | De        | À         |
| ------------------------ | --------- | --------- |
| OK Pula                  | 1991-1992 | 1998-1999 |
| University of Louisville | 1999-2000 | 2003-2004 |
| OK Pula                  | 2004-2005 | 2004-2005 |
| Volley 2002 Forlì        | 2005-2006 | 2005-2006 |
| River Volley Piacenza    | 2006-2007 | 2006-2007 |
| Volley Vicenza           | 2007-2008 | 2007-2008 |
| Volley 2002 Forlì        | 2008-2009 | 2008-2009 |
| Volley Loreto Femminile  | 2009-2010 | 2009-2010 |
| Volleyball Santa Croce   | 2010-2011 | 2010-2011 |
| Verona Volley Femminile  | 2011-2012 | 2011-2012 |
| IHF Volley Frosinone     | 2012-2013 | 2013-2014 |
| Volalto Caserta          | 2014-2015 | jan 2017  |
| Bandung Bank BJB         | jan 2017  | …         |

## Palmarès
- Coupe d'Italie A2
  - Vainqueur : 2013.